# Portret van Irma Brunner, de Weense
Portret van Irma Brunner, de Weense (Frans: Portrait d'Irma Brunner, la Viennoise), ook wel genaamd De vrouw met de zwarte hoed (La femme au chapeau noir), is een pastel van de Franse kunstschilder Édouard Manet uit circa 1880. Het behoort tot een laatste serie van portretten die hij maakte in de periode 1879-1882 en waarin hij zich volledig richtte op elegantie en klassieke schoonheid. Het schilderij bevond zich aanvankelijk in de collectie van de graaf Isaac de Camondo, werd in 1911 nagelaten aan het Musée du Louvre en is thans uitgeleend aan het Musée d'Orsay te Parijs.

## Afbeelding
Manet stond bekend als een liefhebber van mooie, elegante vrouwen en schilderde talloze portretten van dames uit gegoede kringen. In de laatste twee jaar van zijn werkzame leven, tussen 1879 en 1882, maakte hij ook veel portretten in pastel, mede onder invloed van het werk van Edgar Degas, die hij zeer was gaan bewonderen. Het verleende zijn werk een opvallende frisheid en levendigheid
Een van de laatste pastels die Manet schilderde was van Irma Brunner. Brunner, in de Parijse 'beaumonde' vanwege haar Weense afkomst gekend als 'la Viennoise' werd door actrice en model Méry Laurent naar de studio van Manet geloodst. Brunner had zich bereid getoond voor hem te poseren en Laurent meende dat haar exotische schoonheid bij hem wel in de smaak zou vallen. Uiteindelijk zou ze inderdaad meerdere malen voor Manet poseren.

## Stijl en uitwerking
Manet schilderde vaker vrouwen in profiel en met donkere hoeden. Als pastel wordt het portret van Brunner wel beschouwd als een van zijn beste. De karakteristieke zachte pastelbehandeling maakt het geheel enigszins wazig: de roze-, grijs- en wittinten vermengen zich subtiel met de nuances van zwart. Het enige scherpe is het witbleke profiel van de vrouw tegen haar zwarte hoed. Haar dieprode lippen vormen het enige felle kleuraccent.
Manet schilderde Brunner op een klassieke wijze, die vergelijkingen oproept met oude Italiaanse Renaissance-schilders. Hij zocht niet naar de persoonlijkheid van zijn model, maar tekende haar op een wijze waarop hij ook een stilleven zou hebben geschilderd: volledig geconcentreerd op de schoonheid en elegantie. Al zijn aandacht was gericht op een perfecte harmonie en een streven naar esthetiek.

## Effen achtergrond
| |  |  |
| Twee portretten, zelfde periode, zelfde stijl. Links een tweede portret van Irma Brunner, rechts Méry Laurent, beide 1882 |  |  |

De effen grijze achtergrond versterkt het contrast en daarmee het effect van het profiel in het midden van het doek. Manet paste deze visuele techniek vaker toe, maar uitsluitend als hij het relevant achtte, met name wanneer hij dacht dat details de aandacht van de kleurstelling en de vorm zouden kunnen afleiden.
Manets vriend en criticus Théodore Duret (1839-1927) beschreef hoe Manet anderzijds ook ooit details aan de achtergrond toevoegde omdat hij niet tevreden was met het uiteindelijke effect van het werk: 'hij was dan ontevreden over het gebrek aan kleuren en schilderde deze er alsnog in, op de achtergrond, als bij een stilleven'. Bij een effen achtergrond was Manet volgens Duret over het algemeen het meest tevreden over het resultaat.